# Râul Gonțu
Râul Gonțu este un afluent al râului Bolovăniș. 

## Hărți
- Harta Munții Tarcău  Arhivat în 22 februarie 2010, la Wayback Machine.